# MZ RT 125
MZ RT 125 je motocykl firmy MZ kategorie nakedbike, třídy do 125 cm³, vyráběný v letech 1999-2005.

## Popis
Je vybaven čtyřdobým vodou chlazeným jednoválcem s rozvodem DOHC o objemu 124 cm³. Jedna z nejvýkonnějších čtyřdobých stopětadvacítek.

## Technické parametry
- Rám: trubkový ocelový
- Suchá hmotnost:
- Pohotovostní hmotnost:
- Maximální rychlost: 115 km/hod